# ريتشارد كارترايت أوستين
ريتشارد كارترايت أوستين (بالإنجليزية: Richard Cartwright Austin)‏ هو عالم عقيدة أمريكي، ولد في 1934 في كليفلاند في الولايات المتحدة.